# 李為京
李爲京（1569年—1627年），字君武，浙江金華府東陽縣東李人，明朝政治人物。

## 生平
万历三十四年（1606年）丙午科浙江乡试举人，四十一年（1613年）癸丑科進士，授工部營繕司主事，升员外郎，四十七年知湖广襄阳府，天啓时到雲南典試，同年進士、魏璫崔呈秀建議他和魏忠賢見面以獲取超補機會，他以病推辭，其後调江西广信府，因母親逝世回鄉，和陶奭齡、劉宗周同遊。